# Etlingera fulgens
Etlingera fulgens là một loài thực vật có hoa trong họ Gừng. Loài này được (Ridl.) C.K.Lim mô tả khoa học đầu tiên năm 2000.

## Hình ảnh

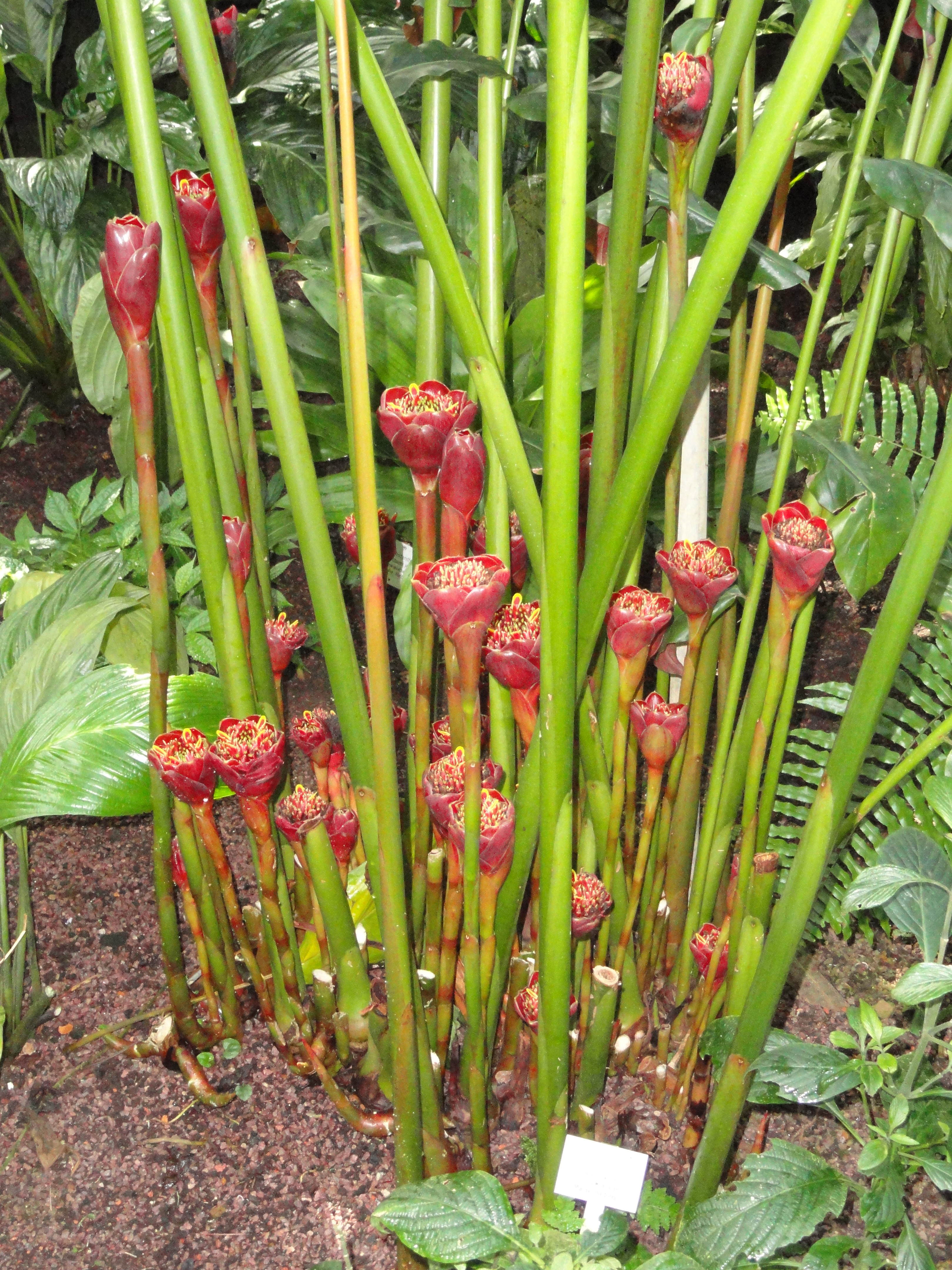
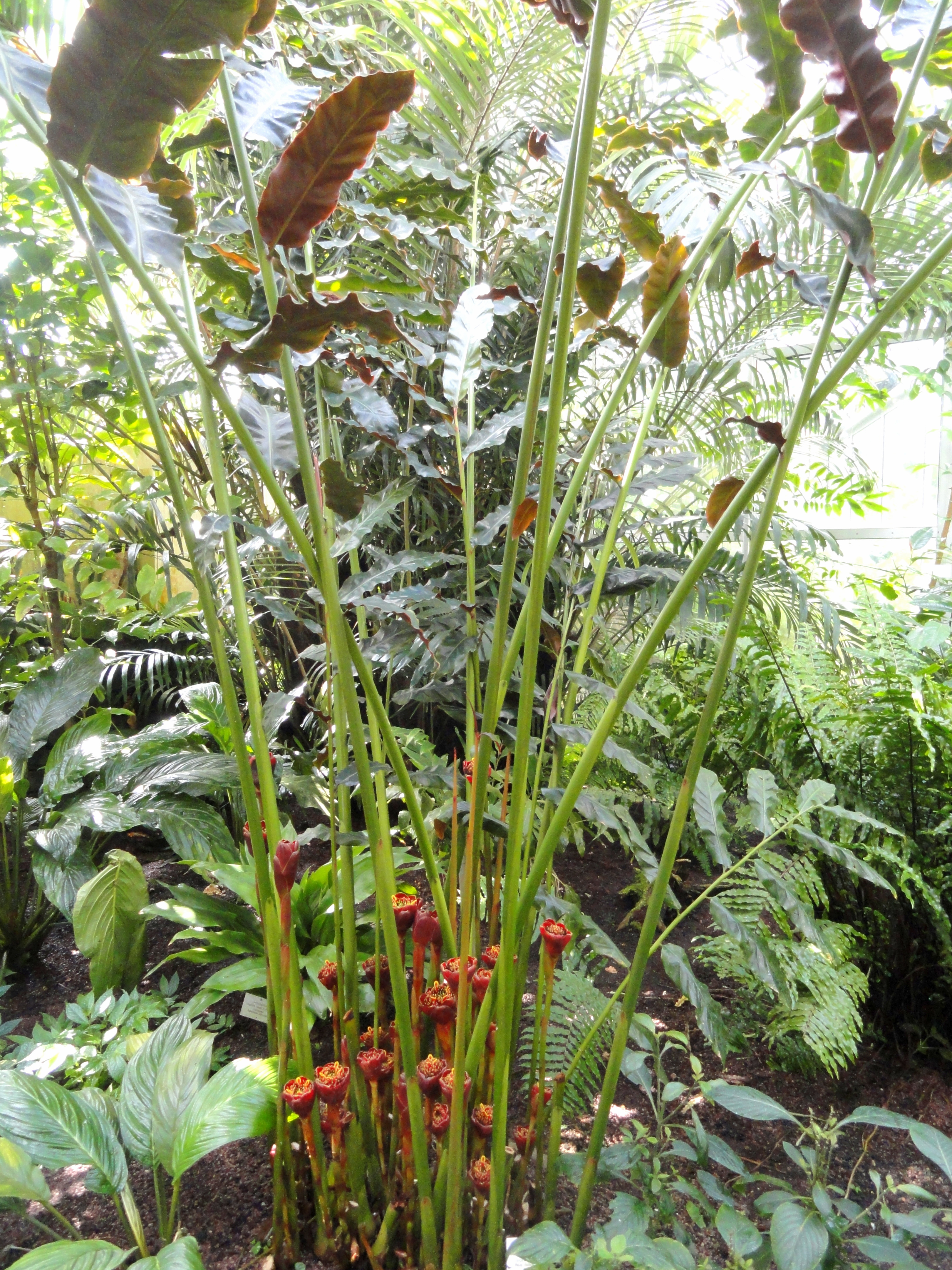
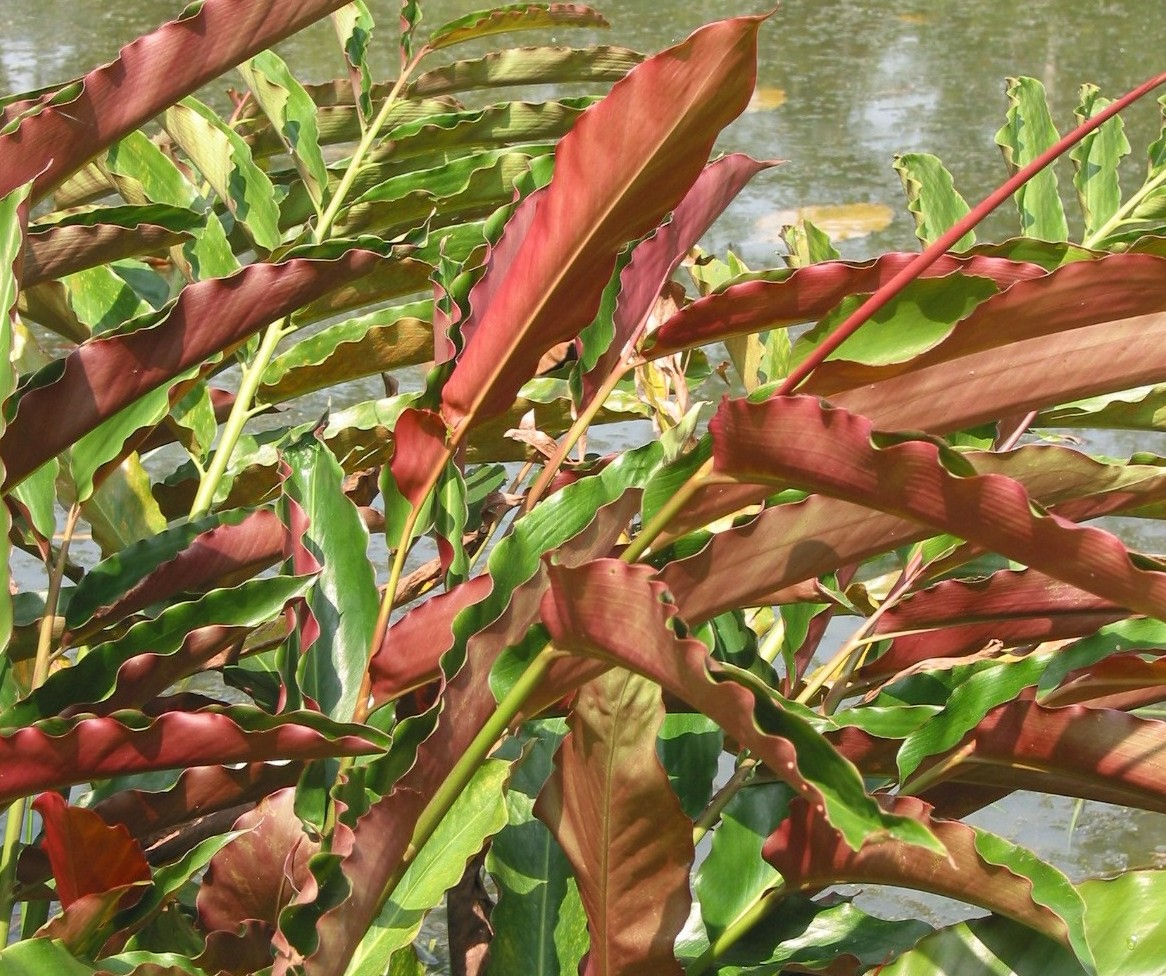